# Magyarország az olimpiai játékokon
Magyarország az olimpiai játékokon először az első, 1896-os nyári játékokon vett részt, és majdnem az összes nyári illetve az összes téli olimpián indultak versenyzői. Az 1920. évi nyári olimpiai játékokra nem kapott az ország meghívót, mivel az első világháború vesztesei között volt. Pedig ez lett volna a magyar olimpia: a rendezés jogát Budapest nyerte el, a háborús vereség miatt szállt át a jog később Antwerpenre. Valamint az 1984-es játékokon sem szerepelt: miután az Egyesült Államok és egyes szövetségesei bojkottálták az 1980-as moszkvai olimpiát, Magyarország több más szocialista országgal egyetemben a Szovjetunióhoz csatlakozva nem vett részt a Los Angeles-i olimpián.
Dr. Kemény Ferenc jóvoltából Magyarország már a Nemzetközi Olimpiai Bizottság (röviden: NOB) 1894-es megalapításában is tevékenyen részt vett, és ennek hatására másfél évvel később, 1895. december 19-én megalapult az ország olimpiai bizottsága, a Magyar Olimpiai Bizottság (röviden: MOB) is.
A MOB hivatalosan is elfogadja az olimpiák művészeti versenyein a magyarok által elért eredményeket – melyekkel együtt a nyári és téli olimpiákon összesen 544 érmet (190 arany, 165 ezüst, 189 bronz) nyertek eddig a magyar sportolók –, ez azonban nem egyezik meg a Nemzetközi Olimpiai Bizottság álláspontjával, ugyanis e szervezet nem számolja bele az érmek számába a szellemi versenyeken elért helyezéseket. A NOB által elfogadott magyar érmek száma emiatt nem azonos a MOB által elfogadottakkal. A NOB szerint a következő számú érmekkel rendelkezik Magyarország a nyári és téli olimpiákon: aranyérem: 189, ezüstérem: 163, bronzérem: 188, összes érem: 540.
A nyári olimpiákon szerzett, a NOB által elfogadott 530 éremmel Magyarország a legeredményesebb olyan nemzet, amely még nem rendezett olimpiát.

## Eredmények

### Nyári olimpiai játékok
Az alábbi táblázatok sorrendben a következő adatokat tartalmazza:
- Olimpia: az adott nyári olimpia éve és helyszíne
- Sportolók: az adott olimpián a magyar versenyzők száma
- Arany: az adott olimpián a magyar versenyzők által szerzett aranyérmek száma
- Ezüst: az adott olimpián a magyar versenyzők által szerzett ezüstérmek száma
- Bronz: az adott olimpián a magyar versenyzők által szerzett bronzérmek száma
- Összes érem: az adott olimpián a magyar versenyzők által szerzett érmek száma
- Éremtáblázat: Magyarország helyezése a nem hivatalos éremtáblázaton az adott olimpián
- IV.: az adott olimpián a magyar versenyzők által szerzett negyedik helyezések száma
- V.: az adott olimpián a magyar versenyzők által szerzett ötödik helyezések száma
- VI.: az adott olimpián a magyar versenyzők által szerzett hatodik helyezések száma
- Összes pont: az adott olimpián a magyar versenyzők által szerzett pontok összessége, a következők szerint: arany: 7 pont, ezüst: 5 pont, bronz: 4 pont, negyedik hely: 3 pont, ötödik hely: 2 pont és hatodik hely: 1 pont. Ezt a számítási rendszert a Magyar Olimpiai Bizottság használja. 2014-ben a a MOB nemzetközi igazgatója elmondta, hogy a magyar értékelésekben fontos szerepe van, ezzel összevethetők a különböző sportágak teljesítményei, ahol a versenyzők nem szereznek érmeket. A pontrendszer alapján osztották el a sportági támogatásokat.[2] Az olimpiai pontrendszer az 1920-as években alakult ki, az első helyezettnek 10 pontot adtak, később ez 7 pontra változott. Magyarországon meghonosodott a pontrendszer használata, az olimpiák idején a magyar tudósításokban is rendszerint feltűnik ez a kifejezés.[3][4]
- Összesen és Átlag: az utolsó sorban az adott oszlop összege illetve átlaga szerepel. Mindenhol a kerekítési szabályoknak megfelelő egész érték szerepel.

A táblázat kizárólag azokat a nyári olimpiákat tartalmazza, melyeken részt vett Magyarország, azaz hiányzik az első és második világháború miatt elmaradt 1916-os, 1940-es és 1944-es olimpia, valamint az 1920-as (Magyarországot, mint az első világháború egyik vesztes nemzetét, nem hívták meg) és az 1984-es (Magyarország a Szovjetunió nyomására csatlakozott a szocialista országok bojkottjához) olimpia.
| Olimpia              | Sportolók | Arany | Ezüst | Bronz | Összes érem | Érem– táblázat | IV. | V.  | VI. | Összes pont |
| -------------------- | --------- | ----- | ----- | ----- | ----------- | -------------- | --- | --- | --- | ----------- |
| 1896, Athén          | 7         | 2     | 1     | 3     | 6           | 6.             | 2   | 0   | 1   | 38          |
| 1900, Párizs         | 20        | 1     | 2     | 2     | 5           | 10.            | 3   | 3   | 0   | 40          |
| 1904, St. Louis      | 4         | 2     | 1     | 1     | 4           | 5.             | 1   | 1   | 0   | 28          |
| 1908, London         | 63        | 3     | 4     | 2     | 9           | 6.             | 5   | 4   | 1   | 73          |
| 1912, Stockholm      | 119       | 3     | 2     | 3     | 8           | 9.             | 5   | 3   | 2   | 66          |
| 1924, Párizs         | 89        | 2     | 3     | 4     | 9           | 13.            | 3   | 3   | 5   | 65          |
| 1928, Amszterdam     | 109       | 4     | 5     | 0     | 9           | 9.             | 3   | 4   | 3   | 73          |
| 1932, Los Angeles    | 58        | 6     | 4     | 5     | 15          | 6.             | 4   | 5   | 2   | 106         |
| 1936, Berlin         | 216       | 10    | 1     | 5     | 16          | 3.             | 7   | 7   | 4   | 134         |
| 1948, London         | 128       | 10    | 5     | 12    | 27          | 4.             | 10  | 10  | 2   | 195         |
| 1952, Helsinki       | 189       | 16    | 10    | 16    | 42          | 3.             | 6   | 9   | 7   | 269         |
| 1956, Melbourne      | 108       | 9     | 10    | 7     | 26          | 4.             | 10  | 11  | 6   | 199         |
| 1960, Róma           | 184       | 6     | 8     | 7     | 21          | 7.             | 9   | 7   | 4   | 155         |
| 1964, Tokió          | 182       | 10    | 7     | 5     | 22          | 6.             | 7   | 15  | 6   | 182         |
| 1968, Mexikóváros    | 167       | 10    | 10    | 12    | 32          | 4.             | 4   | 7   | 2   | 196         |
| 1972, München        | 232       | 6     | 13    | 16    | 35          | 8.             | 9   | 8   | 10  | 224         |
| 1976, Montreal       | 178       | 4     | 5     | 13    | 22          | 10.            | 10  | 9   | 10  | 163         |
| 1980, Moszkva        | 263       | 7     | 10    | 15    | 32          | 6.             | 13  | 13  | 10  | 234         |
| 1988, Szöul          | 188       | 11    | 6     | 6     | 23          | 6.             | 14  | 13  | 12  | 211         |
| 1992, Barcelona      | 217       | 11    | 12    | 7     | 30          | 8.             | 5   | 11  | 9   | 211         |
| 1996, Atlanta        | 212       | 7     | 4     | 10    | 21          | 12.            | 8   | 5   | 8   | 151         |
| 2000, Sydney         | 178       | 8     | 6     | 3     | 17          | 13.            | 5   | 9   | 4   | 135         |
| 2004, Athén          | 209       | 8     | 6     | 3     | 17          | 13.            | 8   | 8   | 6   | 144         |
| 2008, Peking         | 171       | 3     | 5     | 2     | 10          | 21.            | 8   | 6   | 4   | 94          |
| 2012, London         | 159       | 8     | 4     | 6     | 18          | 9.             | 4   | 5   | 7   | 129         |
| 2016, Rio de Janeiro | 160       | 8     | 3     | 4     | 15          | 12.            | 4   | 5   | 1   | 110         |
| 2020, Tokió          | 166       | 6     | 7     | 7     | 20          | 15.            | 10  | 9   | 3   | 156         |
| 2024, Párizs         | 178       | 6     | 7     | 6     | 19          | 14.            | 9   | 7   | 5   | 147         |
| Összesen             |           | 187   | 161   | 182   | 530         | –              | 186 | 197 | 134 | 3927        |
| Átlag                |           | 7     | 6     | 7     | 19          | 9.             | 7   | 7   | 5   | 140         |

1. 1 2 3 4  A művészeti versenyeken elért helyezések nélkül.

Az alábbi táblázatban szerepelnek a művészeti versenyeken elért eredmények. Ezeken a versenyeken elért eredményeket a Nemzetközi Olimpiai Bizottság nem tartja olimpiai helyezéseknek. A Magyar Olimpiai Bizottság viszont igen.
| Olimpia           | Arany | Ezüst | Bronz |
| ----------------- | ----- | ----- | ----- |
| 1924, Párizs      | 0     | 1     | 0     |
| 1928, Amszterdam  | 1     | 0     | 0     |
| 1932, Los Angeles | 0     | 1     | 0     |
| 1948, London      | 0     | 0     | 1     |
| Összesen          | 1     | 2     | 1     |

1. ↑  Hajós Alfréd és Lauber Dezső a művészeti versenyek építészet kategóriájában második helyezést ért el.
2. ↑  Mező Ferenc dr. a művészeti versenyek irodalom epikai kategóriájában első helyezést ért el.
3. ↑  Manno Miltiades a művészeti versenyek szobrászat kategóriájában második helyezést ért el.
4. ↑  Földes Éva dr. a művészeti versenyek irodalom epikai kategóriájában harmadik helyezést ért el.

### Téli olimpiai játékok
Magyarország egyike azon tizenkét nemzetnek, amely az eddigi összes téli olimpián szerepelt.

A táblázat kizárólag azokat a téli olimpiákat tartalmazza, melyeken részt vett Magyarország, azaz hiányzik a második világháború miatt elmaradt 1940-es és 1944-es olimpia.
| Olimpia                      | Arany | Ezüst | Bronz | Összes érem | Érem– táblázat | IV. | V. | VI. | Összes pont |
| ---------------------------- | ----- | ----- | ----- | ----------- | -------------- | --- | -- | --- | ----------- |
| 1924, Chamonix               | 0     | 0     | 0     | 0           | –              | 0   | 0  | 0   | 0           |
| 1928, St. Moritz             | 0     | 0     | 0     | 0           | –              | 0   | 0  | 0   | 0           |
| 1932, Lake Placid            | 0     | 0     | 1     | 1           | 10.            | 1   | 0  | 0   | 7           |
| 1936, Garmisch-Partenkirchen | 0     | 0     | 1     | 1           | 10.            | 1   | 0  | 0   | 7           |
| 1948, St. Moritz             | 0     | 1     | 0     | 1           | 11.            | 1   | 1  | 0   | 10          |
| 1952, Oslo                   | 0     | 0     | 1     | 1           | 12.            | 0   | 0  | 0   | 4           |
| 1956, Cortina d'Ampezzo      | 0     | 0     | 1     | 1           | 12.            | 0   | 0  | 0   | 4           |
| 1960, Squaw Valley           | 0     | 0     | 0     | 0           | –              | 0   | 0  | 0   | 0           |
| 1964, Innsbruck              | 0     | 0     | 0     | 0           | –              | 0   | 0  | 0   | 0           |
| 1968, Grenoble               | 0     | 0     | 0     | 0           | –              | 0   | 0  | 1   | 1           |
| 1972, Szapporo               | 0     | 0     | 0     | 0           | –              | 0   | 1  | 0   | 2           |
| 1976, Innsbruck              | 0     | 0     | 0     | 0           | –              | 0   | 1  | 0   | 2           |
| 1980, Lake Placid            | 0     | 1     | 0     | 1           | 15.            | 0   | 0  | 0   | 5           |
| 1984, Szarajevó              | 0     | 0     | 0     | 0           | –              | 0   | 0  | 0   | 0           |
| 1988, Calgary                | 0     | 0     | 0     | 0           | –              | 0   | 0  | 0   | 0           |
| 1992, Albertville            | 0     | 0     | 0     | 0           | –              | 0   | 0  | 0   | 0           |
| 1994, Lillehammer            | 0     | 0     | 0     | 0           | –              | 0   | 0  | 0   | 0           |
| 1998, Nagano                 | 0     | 0     | 0     | 0           | –              | 0   | 0  | 0   | 0           |
| 2002, Salt Lake City         | 0     | 0     | 0     | 0           | –              | 0   | 0  | 0   | 0           |
| 2006, Torino                 | 0     | 0     | 0     | 0           | –              | 1   | 1  | 0   | 5           |
| 2010, Vancouver              | 0     | 0     | 0     | 0           | –              | 0   | 1  | 1   | 3           |
| 2014, Szocsi                 | 0     | 0     | 0     | 0           | –              | 0   | 0  | 1   | 1           |
| 2018, Phjongcshang           | 1     | 0     | 0     | 1           | 21.            | 1   | 2  | 1   | 15          |
| 2022, Peking                 | 1     | 0     | 2     | 3           | 20.            | 1   | 0  | 2   | 20          |
| Összesen                     | 2     | 2     | 6     | 10          | –              | 6   | 7  | 6   | 86          |

### Sportáganként
Az alábbi táblázat sportágankénti bontásban tartalmazza a magyarországi sportolók által elért eredményeket.
Nyári olimpiai játékok
| Sportág             | Arany | Ezüst | Bronz | Összes érem | IV. | V.  | VI. | Összes pont |
| ------------------- | ----- | ----- | ----- | ----------- | --- | --- | --- | ----------- |
| Vívás               | 39    | 25    | 29    | 93          | 27  | 25  | 15  | 660         |
| Úszás               | 32    | 28    | 21    | 81          | 31  | 27  | 21  | 616         |
| Kajak-kenu          | 28    | 35    | 30    | 93          | 22  | 14  | 15  | 600         |
| Birkózás            | 20    | 17    | 19    | 56          | 29  | 26  | 14  | 454         |
| Torna               | 15    | 11    | 14    | 40          | 13  | 11  | 15  | 292         |
| Atlétika            | 10    | 13    | 18    | 41          | 19  | 21  | 13  | 319         |
| Öttusa              | 10    | 8     | 6     | 24          | 4   | 3   | 3   | 154         |
| Ökölvívás           | 10    | 2     | 8     | 20          | 2   | 19  | 1   | 157         |
| Vízilabda           | 9     | 3     | 5     | 17          | 5   | 6   | 2   | 127         |
| Sportlövészet       | 7     | 3     | 8     | 18          | 4   | 9   | 11  | 137         |
| Labdarúgás          | 3     | 1     | 1     | 5           | 0   | 1   | 0   | 32          |
| Súlyemelés          | 2     | 9     | 9     | 20          | 7   | 6   | 15  | 143         |
| Cselgáncs           | 1     | 3     | 6     | 10          | 0   | 13  | 0   | 72          |
| Taekwondo           | 1     | 0     | 0     | 1           | 0   | 2   | 0   | 11          |
| Kézilabda           | 0     | 1     | 2     | 3           | 7   | 1   | 2   | 38          |
| Evezés              | 0     | 1     | 2     | 3           | 2   | 6   | 4   | 35          |
| Vitorlázás          | 0     | 1     | 1     | 2           | 1   | 0   | 0   | 12          |
| Lovaglás            | 0     | 0     | 1     | 1           | 2   | 1   | 1   | 13          |
| Tenisz              | 0     | 0     | 1     | 1           | 0   | 0   | 0   | 4           |
| Karate              | 0     | 0     | 1     | 1           | 0   | 0   | 0   | 4           |
| Kerékpározás        | 0     | 0     | 0     | 0           | 4   | 4   | 1   | 21          |
| Röplabda            | 0     | 0     | 0     | 0           | 2   | 1   | 1   | 9           |
| Asztalitenisz       | 0     | 0     | 0     | 0           | 2   | 0   | 0   | 6           |
| Kosárlabda          | 0     | 0     | 0     | 0           | 1   | 0   | 0   | 3           |
| Lovaspóló           | 0     | 0     | 0     | 0           | 1   | 0   | 0   | 3           |
| Műugrás             | 0     | 0     | 0     | 0           | 1   | 0   | 0   | 3           |
| Íjászat             | 0     | 0     | 0     | 0           | 0   | 1   | 0   | 2           |
| Összesen            | 187   | 161   | 182   | 530         | 186 | 197 | 134 | 3927        |
| Művészeti versenyek | 1     | 2     | 1     | 4           | 0   | 0   | 0   | 21          |
| Összesen            | 188   | 163   | 183   | 534         | 186 | 197 | 134 | 3948        |

A fentieken túl a következő versenyszámokban is volt magyarországi induló, azonban eddig egynek sem sikerült pontot érő helyen végeznie: gyeplabda, szinkronúszás, tollaslabda, triatlon.
Téli olimpiai játékok
| Sportág                    | Arany | Ezüst | Bronz | Összes érem | IV. | V. | VI. | Összes pont |
| -------------------------- | ----- | ----- | ----- | ----------- | --- | -- | --- | ----------- |
| Rövidpályás gyorskorcsolya | 2     | 0     | 2     | 4           | 3   | 4  | 5   | 44          |
| Műkorcsolya                | 0     | 2     | 4     | 6           | 2   | 3  | 1   | 39          |
| Gyorskorcsolya             | 0     | 0     | 0     | 0           | 1   | 0  | 0   | 3           |
| Összesen                   | 2     | 2     | 6     | 10          | 6   | 7  | 6   | 86          |

A fentieken túl a következő versenyszámokban is volt magyarországi induló, azonban eddig egynek sem sikerült pontot érő helyen végeznie: alpesisí, biatlon, bob, északi összetett, jégkorong, síakrobatika, sífutás, síugrás, snowboard.

### Legeredményesebb sportolók
Az alábbi táblázat tartalmazza minden idők legjobb magyarországi sportolóit a megszerzett arany-, ezüst- és bronzérmeik alapján. Mindannyian nyári olimpiákon szerezték érmeiket, helyezéseiket.
Gerevich Aladár a többszörös olimpiai aranyérmesek listája alapján minden idők tizennyolcadik legeredményesebb olimpiai sportolója a világon. Ugyanezen lista alapján Egerszegi Krisztina minden idők legeredményesebb egyéni női úszója a nyári olimpiák történetében, minden érmét egyéni versenyszámban szerezte.
| Név                 | Sportág    | Olimpiák                           | Arany | Ezüst | Bronz | Összes érem | IV. | V. | VI. | Összes pont |
| ------------------- | ---------- | ---------------------------------- | ----- | ----- | ----- | ----------- | --- | -- | --- | ----------- |
| Gerevich Aladár     | Vívás      | 1932, 1936, 1948, 1952, 1956, 1960 | 7     | 1     | 2     | 10          | 0   | 1  | 0   | 64          |
| Kozák Danuta        | Kajak-kenu | 2008, 2012, 2016, 2020             | 6     | 1     | 1     | 8           | 1   | 0  | 0   | 54          |
| Kovács Pál          | Vívás      | 1936, 1948, 1952, 1956, 1960       | 6     | 0     | 1     | 7           | 0   | 0  | 0   | 46          |
| Kárpáti Rudolf      | Vívás      | 1948, 1952, 1956, 1960             | 6     | 0     | 0     | 6           | 0   | 0  | 0   | 42          |
| Keleti Ágnes        | Torna      | 1952, 1956                         | 5     | 3     | 2     | 10          | 1   | 0  | 1   | 62          |
| Egerszegi Krisztina | Úszás      | 1988, 1992, 1996                   | 5     | 1     | 1     | 7           | 0   | 0  | 0   | 44          |
| Kulcsár Győző       | Vívás      | 1964, 1968, 1972, 1976             | 4     | 0     | 2     | 6           | 1   | 0  | 0   | 39          |
| Darnyi Tamás        | Úszás      | 1988, 1992                         | 4     | 0     | 0     | 4           | 0   | 0  | 0   | 28          |
| Fuchs Jenő          | Vívás      | 1908, 1912                         | 4     | 0     | 0     | 4           | 0   | 0  | 0   | 28          |
| Kovács Katalin      | Kajak-kenu | 2000, 2004, 2008, 2012             | 3     | 5     | 0     | 8           | 1   | 0  | 0   | 49          |
| Dusev-Janics Natasa | Kajak-kenu | 2004, 2008, 2012                   | 3     | 2     | 1     | 6           | 0   | 0  | 0   | 35          |
| Balczó András       | Öttusa     | 1960, 1968, 1972                   | 3     | 2     | 0     | 5           | 1   | 0  | 0   | 34          |
| Gyarmati Dezső      | Vízilabda  | 1948, 1952, 1956, 1960, 1964       | 3     | 1     | 1     | 5           | 0   | 0  | 0   | 30          |
| Szilágyi Áron       | Vívás      | 2012, 2016, 2020, 2024             | 3     | 1     | 1     | 5           | 0   | 0  | 0   | 30          |
| Kammerer Zoltán     | Kajak-kenu | 1996, 2000, 2004, 2008, 2012       | 3     | 1     | 0     | 4           | 2   | 1  | 0   | 34          |
| Hosszú Katinka      | Úszás      | 2004, 2008, 2012, 2016, 2020       | 3     | 1     | 0     | 4           | 1   | 0  | 1   | 30          |
| Szabó Gabriella     | Kajak-kenu | 2008, 2012, 2016                   | 3     | 1     | 0     | 4           | 0   | 0  | 0   | 26          |
| Berczelly Tibor     | Vívás      | 1936, 1948, 1952                   | 3     | 0     | 2     | 5           | 0   | 0  | 0   | 29          |
| Kárpáti György      | Vízilabda  | 1952, 1956, 1960, 1964             | 3     | 0     | 1     | 4           | 0   | 0  | 0   | 25          |
| Kabos Endre         | Vívás      | 1932, 1936                         | 3     | 0     | 1     | 4           | 0   | 0  | 0   | 25          |
| Fenyvesi Csaba      | Vívás      | 1968, 1972                         | 3     | 0     | 0     | 3           | 2   | 0  | 0   | 27          |
| Kásás Tamás         | Vízilabda  | 1996, 2000, 2004, 2008, 2012       | 3     | 0     | 0     | 3           | 1   | 1  | 0   | 26          |
| Benedek Tibor       | Vízilabda  | 1992, 1996, 2000, 2004, 2008       | 3     | 0     | 0     | 3           | 1   | 0  | 1   | 25          |
| Rajcsányi László    | Vívás      | 1936, 1948, 1952                   | 3     | 0     | 0     | 3           | 1   | 0  | 0   | 24          |
| Biros Péter         | Vízilabda  | 2000, 2004, 2008, 2012             | 3     | 0     | 0     | 3           | 0   | 1  | 0   | 23          |
| Kiss Gergely        | Vízilabda  | 2000, 2004, 2008, 2012             | 3     | 0     | 0     | 3           | 0   | 1  | 0   | 23          |
| Storcz Botond       | Kajak-kenu | 2000, 2004                         | 3     | 0     | 0     | 3           | 0   | 1  | 0   | 23          |
| Szécsi Zoltán       | Vízilabda  | 2000, 2004, 2008, 2012             | 3     | 0     | 0     | 3           | 0   | 1  | 0   | 23          |
| Molnár Tamás        | Vízilabda  | 2000, 2004, 2008                   | 3     | 0     | 0     | 3           | 0   | 0  | 0   | 21          |
| Papp László         | Ökölvívás  | 1948, 1952, 1956                   | 3     | 0     | 0     | 3           | 0   | 0  | 0   | 21          |

### Legtöbb olimpiai indulás
Eddig egy sportoló tudott hét olimpián szerepelni magyar színekben.
| Név                    | Sportág       | Olimpiák                                   |
| ---------------------- | ------------- | ------------------------------------------ |
| Mohamed Aida           | Vívás         | 7 1996, 2000, 2004, 2008, 2012, 2016, 2020 |
| Gádorfalvi Áron        | Vitorlázás    | 6 1996, 2000, 2004, 2008, 2012, 2016       |
| Gerevich Aladár        | Vívás         | 6 1932, 1936, 1948, 1952, 1956, 1960       |
| Bátorfi Csilla         | Asztalitenisz | 5 1988, 1992, 1996, 2000, 2004             |
| Benedek Tibor          | Vízilabda     | 5 1992, 1996, 2000, 2004, 2008             |
| Cseh László            | Úszás         | 5 2004, 2008, 2012, 2016, 2020             |
| Földi Imre             | Súlyemelés    | 5 1960, 1964, 1968, 1972, 1976             |
| Gyarmati Dezső         | Vízilabda     | 5 1948, 1952, 1956, 1960, 1964             |
| Hosszú Katinka         | Úszás         | 5 2004, 2008, 2012, 2016, 2020             |
| Imre Géza              | Vívás         | 5 1996, 2004, 2008, 2012, 2016             |
| Kammerer Zoltán        | Kajak-kenu    | 5 1996, 2000, 2004, 2008, 2012             |
| Kamuti Jenő            | Vívás         | 5 1960, 1964, 1968, 1972, 1976             |
| Kásás Tamás            | Vízilabda     | 5 1996, 2000, 2004, 2008, 2012             |
| Kovács Iván            | Vívás         | 5 1992, 1996, 2000, 2004, 2008             |
| Kovács Pál             | Vívás         | 5 1936, 1948, 1952, 1956, 1960             |
| Kun Szilárd            | Sportlövészet | 5 1952, 1956, 1964, 1968, 1972             |
| Póta Georgina          | Asztalitenisz | 5 2008, 2012, 2016, 2020, 2024             |
| Rejtő Ildikó           | Vívás         | 5 1960, 1964, 1968, 1972, 1976             |
| Sidi Péter             | Sportlövészet | 5 2000, 2004, 2008, 2012, 2016             |
| Szilágyi Áron          | Vívás         | 5 2008, 2012, 2016, 2020, 2024             |
| Telegdy-Kapás Boglárka | Úszás         | 5 2008, 2012, 2016, 2020, 2024             |
| Tóth Krisztina         | Asztalitenisz | 5 1996, 2000, 2004, 2008, 2012             |
| Varga Dénes            | Vízilabda     | 5 2008, 2012, 2016, 2020, 2024             |

## Zászlóvivők
1908 óta az olimpia megnyitóünnepségén a nemzeti lobogót a bevonuláskor mindig egy-egy sportoló viszi a küldöttség előtt. Kulcsár Gergely az egyetlen, aki három alkalommal is elsőként léphetett az olimpiai stadionba. Kétszer két-két nyári és téli olimpikon vihette a zászlót: Bácsalmási Péter, Németh Imre, Tóth Attila és Egyed Krisztina (időrendben).
Az alábbi táblázatban megtalálhatók azon személyek nevei, akik ebben a megtiszteltetésben részesülhettek.

| Nyári olimpiai játékok             | Nyári olimpiai játékok                                          | Téli olimpiai játékok        | Téli olimpiai játékok                            |
| Olimpia                            | Zászlóvivő                                                      | Olimpia                      | Zászlóvivő                                       |
| ---------------------------------- | --------------------------------------------------------------- | ---------------------------- | ------------------------------------------------ |
| 1896, Athén                        | 1908 óta van zászlóvivő                                         |                              |                                                  |
| 1900, Párizs                       | 1908 óta van zászlóvivő                                         |                              |                                                  |
| 1904, St. Louis                    | 1908 óta van zászlóvivő                                         |                              |                                                  |
| 1908, London                       | Mudin István (atléta)                                           |                              |                                                  |
| 1912, Stockholm                    | Rittich Jenő (tornász)                                          |                              |                                                  |
| 1916, Berlin                       | az I. világháború miatt elmaradt                                |                              |                                                  |
| 1920, Antwerpen                    | Magyarországot nem hívták meg, nem vehetett részt               |                              |                                                  |
| 1924, Párizs                       | Toldi Sándor (atléta)                                           | 1924, Chamonix               | a rendező ország egy képviselője                 |
| 1928, Amszterdam                   | Egri Kálmán (atléta)                                            | 1928, St. Moritz             | Szepes Gyula (sífutó, északiösszetett-versenyző) |
| 1932, Los Angeles                  | Bácsalmási Péter (atléta)                                       | 1932, Lake Placid            | Szollás László (műkorcsolyázó)                   |
| 1936, Berlin                       | Bácsalmási Péter (atléta)                                       | 1936, Garmisch‑Partenkirchen | Balatoni Levente (alpesisíző)                    |
| 1940, Helsinki                     | a II. világháború miatt elmaradt                                | 1940, Garmisch‑Partenkirchen | a II. világháború miatt elmaradt                 |
| 1944, London                       | a II. világháború miatt elmaradt                                | 1944, Cortina d’Ampezzo      | a II. világháború miatt elmaradt                 |
| 1948, London                       | Németh Imre (atléta)                                            | 1948, St. Moritz             | Harangvölgyi András (sífutó)                     |
| 1952, Helsinki                     | Németh Imre (atléta)                                            | 1952, Oslo                   | Lőrincz Ferenc (gyorskorcsolyázó)                |
| 1956, Melbourne és 1956, Stockholm | Csermák József (atléta) Erdélyi István (csapatvezető)           | 1956, Cortina d’Ampezzo      | a rendező ország egy képviselője                 |
| 1960, Róma                         | Simon János (kosárlabdázó)                                      | 1960, Squaw Valley           | Bartha János (követségi tanácsos)                |
| 1964, Tokió                        | Kulcsár Gergely (atléta)                                        | 1964, Innsbruck              | Koutny Lajos (jégkorongozó)                      |
| 1968, Mexikóváros                  | Kulcsár Gergely (atléta)                                        | 1968, Grenoble               | Martos Mihály (gyorskorcsolyázó)                 |
| 1972, München                      | Kulcsár Gergely (atléta)                                        | 1972, Szapporo               | Almássy Zsuzsa (műkorcsolyázó)                   |
| 1976, Montreal                     | dr. Kamuthy Jenő (vívó)                                         | 1976, Innsbruck              | Vajda László (műkorcsolyázó)                     |
| 1980, Moszkva                      | dr. Szívós István (vízilabdázó)                                 | 1980, Lake Placid            | Sallay András (jégtáncos)                        |
| 1984, Los Angeles                  | Magyarország nem vett részt                                     | 1984, Szarajevó              | Mayer Gábor (sílövő)                             |
| 1988, Szöul                        | Vaskuti István (kenus)                                          | 1988, Calgary                | Tóth Attila (jégtáncos)                          |
| 1992, Barcelona                    | Komáromi Tibor (birkózó)                                        | 1992, Albertville            | Tóth Attila (jégtáncos)                          |
|                                    |                                                                 | 1994, Lillehammer            | Bónis Attila (alpesisíző)                        |
| 1996, Atlanta                      | Szabó Bence (vívó)                                              |                              |                                                  |
|                                    |                                                                 | 1998, Nagano                 | Egyed Krisztina (gyorskorcsolyázó)               |
| 2000, Sydney                       | Kőbán Rita (kajakozó)                                           |                              |                                                  |
|                                    |                                                                 | 2002, Salt Lake City         | Egyed Krisztina (gyorskorcsolyázó)               |
| 2004, Athén                        | Kovács Antal (cselgáncsozó)                                     |                              |                                                  |
|                                    |                                                                 | 2006, Torino                 | Darázs Rózsa (rövidpályás gyorskorcsolyázó)      |
| 2008, Peking                       | Kammerer Zoltán (kajakozó)                                      |                              |                                                  |
|                                    |                                                                 | 2010, Vancouver              | Sebestyén Júlia (műkorcsolyázó)                  |
| 2012, London                       | Biros Péter (vízilabdázó)                                       |                              |                                                  |
|                                    |                                                                 | 2014, Szocsi                 | Heidum Bernadett (rövidpályás gyorskorcsolyázó)  |
| 2016, Rio de Janeiro               | Szilágyi Áron (vívó)                                            |                              |                                                  |
|                                    |                                                                 | 2018, Phjongcshang           | Nagy Konrád (gyorskorcsolyázó)                   |
| 2020, Tokió                        | Cseh László (úszó) és Mohamed Aida (vívó)                       |                              |                                                  |
|                                    |                                                                 | 2022, Peking                 | Kékesi Márton és Tóth Zita (alpesisízők)         |
| 2024, Párizs                       | Böde-Bíró Blanka (kézilabdázó) és Tóth Krisztián (cselgáncsozó) |                              |                                                  |

## Fogadalomtevők
A magyar sportolók a nyári olimpiák előtt 1936 óta, a téli olimpiák előtt pedig 1988 óta tesznek fogadalmat. Az 1948-as londoni olimpia kivételével ezt mindig megtették. Kezdetben az olimpiai csapat nevében egy fő tette ezt, azonban 1992 óta mindkét nem egy-egy képviselője megteszi. A fogadalom szövege arra szólítja fel a sportolókat, hogy mindig mindent tegyenek meg a győzelemért, de ezt csakis sportszerű eszközökkel tegyék.
Összesen négy olyan magyar sportoló van, aki két alkalommal is elmondhatta az olimpiai fogadalmat: Kulcsár Gergely, Engi Klára, Czakó Krisztina és Sebestyén Júlia (időrendben). Az alábbi táblázat tartalmazza az olimpiai fogadalmat tevő személyek névsorát.

| Nyári olimpiai játékok | Nyári olimpiai játékok                                              | Téli olimpiai játékok        | Téli olimpiai játékok                                                          |
| Olimpia                | Fogadalomtevő                                                       | Olimpia                      | Fogadalomtevő                                                                  |
| ---------------------- | ------------------------------------------------------------------- | ---------------------------- | ------------------------------------------------------------------------------ |
| 1896, Athén            | 1936 óta van fogadalomtétel                                         |                              |                                                                                |
| 1900, Párizs           | 1936 óta van fogadalomtétel                                         |                              |                                                                                |
| 1904, St. Louis        | 1936 óta van fogadalomtétel                                         |                              |                                                                                |
| 1908, London           | 1936 óta van fogadalomtétel                                         |                              |                                                                                |
| 1912, Stockholm        | 1936 óta van fogadalomtétel                                         |                              |                                                                                |
| 1916, Berlin           | az I. világháború miatt elmaradt                                    |                              |                                                                                |
| 1920, Antwerpen        | Magyarországot nem hívták meg                                       |                              |                                                                                |
| 1924, Párizs           | 1936 óta van fogadalomtétel                                         | 1924, Chamonix               | 1988 óta van fogadalomtétel                                                    |
| 1928, Amszterdam       | 1936 óta van fogadalomtétel                                         | 1928, St. Moritz             | 1988 óta van fogadalomtétel                                                    |
| 1932, Los Angeles      | 1936 óta van fogadalomtétel                                         | 1932, Lake Placid            | 1988 óta van fogadalomtétel                                                    |
| 1936, Berlin           | Kovács József (atléta)                                              | 1936, Garmisch‑Partenkirchen | 1988 óta van fogadalomtétel                                                    |
| 1940, Helsinki         | a II. világháború miatt elmaradt                                    | 1940, Garmisch‑Partenkirchen | a II. világháború miatt elmaradt                                               |
| 1944, London           | a II. világháború miatt elmaradt                                    | 1944, Cortina d’Ampezzo      | a II. világháború miatt elmaradt                                               |
| 1948, London           | nem volt fogadalomtétel                                             | 1948, St. Moritz             | 1988 óta van fogadalomtétel                                                    |
| 1952, Helsinki         | Németh Imre (atléta)                                                | 1952, Oslo                   | 1988 óta van fogadalomtétel                                                    |
| 1956, Melbourne        | Benedek Gábor (öttusázó)                                            | 1956, Cortina d'Ampezzo      | 1988 óta van fogadalomtétel                                                    |
| 1960, Róma             | Gerevich Aladár (vívó)                                              | 1960, Squaw Valley           | 1988 óta van fogadalomtétel                                                    |
| 1964, Tokió            | Kulcsár Gergely (atléta)                                            | 1964, Innsbruck              | 1988 óta van fogadalomtétel                                                    |
| 1968, Mexikóváros      | Kulcsár Gergely (atléta)                                            | 1968, Grenoble               | 1988 óta van fogadalomtétel                                                    |
| 1972, München          | Ránkyné Németh Angéla (atléta)                                      | 1972, Szapporo               | 1988 óta van fogadalomtétel                                                    |
| 1976, Montreal         | dr. Hammerl László (sportlövő)                                      | 1976, Innsbruck              | 1988 óta van fogadalomtétel                                                    |
| 1980, Moszkva          | Wichmann Tamás (kenus)                                              | 1980, Lake Placid            | 1988 óta van fogadalomtétel                                                    |
| 1984, Los Angeles      | Magyarország nem vett részt                                         | 1984, Szarajevó              | 1988 óta van fogadalomtétel                                                    |
| 1988, Szöul            | Vaskuti István (kenus)                                              | 1988, Calgary                | Engi Klára (jégtáncos)                                                         |
| 1992, Barcelona        | Egerszegi Krisztina (úszó) és Gyulay Zsolt (kajakozó)               | 1992, Albertville            | Engi Klára és Tóth Attila (jégtáncosok)                                        |
|                        |                                                                     | 1994, Lillehammer            | Czakó Krisztina (műkorcsolyázó) és Bónis Attila (alpesisíző)                   |
| 1996, Atlanta          | Sáriné Kocsis Erzsébet (kézilabdázó) és Kovács Antal (cselgáncsozó) |                              |                                                                                |
|                        |                                                                     | 1998, Nagano                 | Czakó Krisztina (műkorcsolyázó) és Panyik János (sílövő)                       |
| 2000, Sydney           | Mincza Ildikó (vívó) és Kósz Zoltán (vízilabdázó)                   |                              |                                                                                |
|                        |                                                                     | 2002, Salt Lake City         | Nagy Marianna (rövidpályás gyorskorcsolyázó) és Kovács Ádám (gyorskorcsolyázó) |
| 2004, Athén            | Nagy Tímea (vívó) és Benedek Tibor (vízilabdázó)                    |                              |                                                                                |
|                        |                                                                     | 2006, Torino                 | Sebestyén Júlia (műkorcsolyázó) és Tagscherer Zoltán (sífutó)                  |
| 2008, Peking           | Igaly Diána (sportlövő) és Biros Péter (vízilabdázó)                |                              |                                                                                |
|                        |                                                                     | 2010, Vancouver              | Sebestyén Júlia (műkorcsolyázó) és Huszár Erika (rövidpályás gyorskorcsolyázó) |
| 2012, London           | Jakabos Zsuzsanna (úszó) és Kásás Tamás (vízilabdázó)               |                              |                                                                                |
|                        |                                                                     | 2014, Szocsi                 | Regőczy Krisztina (jégtáncos)                                                  |
| 2016, Rio de Janeiro   | Földházi Zsófia és Marosi Ádám (öttusázók)                          |                              |                                                                                |
|                        |                                                                     | 2018, Phjongcshang           | Engi Klára (jégtáncos)                                                         |
| 2020, Tokió            | Késely Ajna (úszó) és Péni István (sportlövő)                       |                              |                                                                                |
|                        |                                                                     | 2022, Peking                 |                                                                                |
| 2024, Párizs           | Kapás Boglárka (úszó) és Szilágyi Áron (vívó)                       |                              |                                                                                |